# 全国専門学校バレーボール連盟
全国専門学校バレーボール連盟（ぜんこくせんもんがっこうバレーボールれんめい）とは、日本における専門学校に所属するバレーボールチームを統括する競技団体。

## 沿革
- 1991年 第1回全国専門学校バレーボール選手権大会を実施
- 1993年 第1回全国専門学校バレーボール選抜優勝大会を実施

## 運営大会
- 全国専門学校バレーボール選手権大会
- 全国専門学校バレーボール選抜優勝大会